# فیلیپه ماتیونی
فیلیپه ماتیونی (به پرتغالی: Felipe Mattioni Rohde) مدافع اهل برزیل است که در شهر ایژویی و در تاریخ ۱۵ اکتبر ۱۹۸۸ به دنیا آمده‌است.
فیلیپه ماتیونی در تیم‌های فوتبال Grêmio ،آ.ث. میلان،رئال مایورکا،اسپانیول سابقهٔ حضور دارد.